# Inglese americano
L'inglese americano è la varietà della lingua inglese parlata negli Stati Uniti d'America, dove vivono circa due terzi delle persone di madrelingua inglese.
La lingua inglese fu introdotta negli Stati Uniti dalla colonizzazione britannica. La prima ondata di coloni di lingua inglese arrivò in Nord America nel diciassettesimo secolo. In quel periodo, nell'America del Nord vi erano inoltre gruppi di popolazione di lingua spagnola, italiana, francese, olandese, tedesca, norvegese, svedese, scozzese, gallese, gaelica irlandese, finlandese, russa e delle varie lingue dei nativi americani.

## Fonetica
Nonostante spesso si reputi erroneamente l'inglese britannico la varietà standard e la lingua originaria da cui si sarebbe sviluppato, in realtà l'accento dell'inglese nordamericano è per diversi aspetti più conservatore nella sua fonetica. Ad esempio, l'inglese parlato in larga parte dell'Inghilterra nel diciassettesimo secolo era rotico, ossia le r erano sempre pronunciate in tutte le posizioni, come in quasi tutte le varietà di inglese americano e come ancora oggi in altri territori anglofoni in Europa (Scozia e Irlanda). Lo stesso dicasi dell'assenza, in America, della broad A (vedi sotto), sviluppatasi nel sud dell'Inghilterra dopo l'introduzione della lingua nel nuovo continente, o della pronuncia di either in [iː] (standard britannico moderno [ai]). Altre caratteristiche come la convergenza father-bother si sono invece originate successivamente in America.
Tre sono gli aspetti dell'americano che maggiormente si differenziano dallo standard britannico:
- R rotica. La /ɹ/ viene sempre pronunciata, sia che preceda una vocale sia che preceda una consonante.
- Convergenza father-bother. Non esiste la distinzione, presente nella maggior parte dei dialetti non-nordamericani, tra la /ɑ/ di father, spa, calm e la /ɒ/ di bother, lot, rock: entrambe le vocali vengono trascritte con /ɑ/.  Questa caratteristica è chiamata convergenza father-bother. Da notare, però, che alcune parole che in inglese britannico presentano la vocale /ɒ/, in inglese Americano vengono pronunciate con la /ɔ/ di talk o caught.  Sono le parole in cui la vocale è nel mezzo della sillaba ed è seguita da -ss o -st (boss, lost, ecc.), -ff o -ft (off, soft), -g (dog, log) e -ng (long, song, wrong), e quelle che contengono il gruppo or + vocale (forest, orange, ma non tomorrow, sorry, sorrow e borrow); la vocale delle parole on e gone, invece, varia a seconda della regione.
- Assenza della broad A. La a è pronunciata come /æ/ anziché /ɑː/ in parole come fast, last, after, dance, can't, ecc.

Altre caratteristiche sono:
- Elisione di iod. La u è pronunciata come /u/, non come /ju/, in parole come new, tube, lucid, duty, enthuse, mentre resta /ju/ preceduto da alcune consonanti, come in few, music.
- Quando non fanno parte di una sillaba accentata, la t e la d intervocaliche vengono entrambe realizzate come un "flap" alveolare simile alla r spagnola, così che non c'è nessuna differenza, ad esempio, tra waiting e wading.
- Nel gruppo -nt- la t tende a sparire se la sillaba che inizia con /t/ non è accentata, spec. nella pronuncia colloquiale: winner e winter non si distinguono, mentre parole come entire, Montana sono pronunciate con [tʰ].
- Alcuni suoni vocalici tendono a confondersi quando sono seguiti dalla -r. In particolare, non viene fatta alcuna differenza tra marry e merry e tra spirit e spear it (o parole affini).
- Esistono differenze di accentuazione, ad esempio in dictionary ([ˈdɪkʃəˌnεri] e non [ˈdɪkʃənri]) e laboratory ([ˈlæbrəˌtoːri] e non [ˈlæb(rə)tri]).
- Alcune parole, infine, presentano vere e proprie differenze di pronuncia più che d'accento. Tra quelle più comuni: what fa rima con but e non con got; from fa rima con come e drum e non con com; of fa rima con love; con la stessa vocale vengono pronunciate anche was e because, che quindi fanno rima con does; il participio passato been è pronunciato come bin e non come bean.

Realizzazione delle vocali:
- La o lunga (moment) è realizzata come [oʊ] o [oː] (come del resto in quasi tutto il Regno Unito all'infuori di Londra) e non come [əʊ]: [ˈmo(ʊ)mənt].

## Lessico
I primi cambiamenti che distinsero l'inglese parlato in America da quello della madrepatria furono essenzialmente lessicali. Molte parole ed espressioni originatesi in America sono oggi usate anche in Europa.

### Creazione del lessico americano
I coloni, che nel Nuovo Mondo avevano trovato un ambiente molto diverso da quello europeo, presero spesso a prestito da altre lingue parole per esprimere nuovi concetti. La fonte dei prestiti furono soprattutto le lingue dei nativi americani (wigwam, tomahawk, canoe, moose, raccoon, opossum, mocassin, pow-wow) ma anche il francese (prairie, bureau, levee, coulee) e lo spagnolo (vamoose, savvy, canyon, mesa, arroyo, barbecue), mentre cookie (brit. biscuit) è una parola di origine olandese. Le prime parole non derivanti da nessun'altra lingua che furono aggiunte al vocabolario, nel periodo compreso tra l'inizio della colonizzazione e l'inizio del diciannovesimo secolo, servivano a descrivere il paesaggio nordamericano: fork, snag, bottomland, rapids, trail, timberline, ecc. Parole già esistenti, come creek e sleet, acquisirono nuovi significati. Dopo la Rivoluzione Americana entrarono nel linguaggio corrente molti termini connessi con le nuove istituzioni politiche statunitensi, come gubernatorial, primary election, caucus, exit poll, congressman, statehouse e carpetbagger (dopo la guerra civile). La nascita del capitalismo e la rivoluzione industriale portarono alla creazione di nuove parole riguardanti specialmente le linee di trasporto (backroads, freeway) e le infrastrutture stradali (parking lot). Si sono originati nell'inglese americano molti termini che designano lavori (bartender, blue collar, employee [dal francese], boss [dall'olandese], intern), posti di lavoro (supermarket, drugstore, motel) e invenzioni recenti (smart card, movie, dishwasher, blood bank). Altre parole che identificano innovazioni dell'ultimo secolo sono rimaste invece confinate alla variante americana, come elevator e gasoline in luogo dei corrispondenti britannici lift e petrol. Inoltre, a causa dell'influenza americana, molte parole ed espressioni nate nel linguaggio colloquiale americano sono oggi di uso comune anche in Inghilterra: disc jockey, jazz, take for a ride, run scared, bite off more than one can chew, ecc.

### Morfologia
L'inglese americano ha sempre mostrato una marcata tendenza a usare i sostantivi come verbi. Esempi di nomi resi verbi sono interview, feature, advocate, exit, gun, ecc. Sono di origine americana anche molti nomi composti come badlands, teenager, brainstorm, hitchhike, upfront, non-profit, happy hour, e molti dei phrasal verbs usati anche in Inghilterra.

### Parole inglesi sopravvissute negli Stati Uniti
Negli Stati Uniti sono sopravvissute alcune parole in uso nel Seicento, ma oggi scomparse in Gran Bretagna. Tra queste fall (inteso come "autunno", brit. moderno autumn), faucet, diaper, candy, skillet, crib, considerate degli americanismi. Anche la forma verbale gotten (anziché got) come participio passato di get è ancora prevalente in America, mentre è quasi del tutto scomparsa in Europa. Altre parole inizialmente scomparse dall'inglese britannico vi sono state reintrodotte dall'influenza americana, come hire come sinonimo di employ, quit come sinonimo di stop, o l'espressione I guess. Sono inoltre più frequenti sia in America che in Inghilterra parole come mad nel vecchio significato di "arrabbiato" (anziché "matto") e sick in luogo del sinonimo ill, nonché, nei contesti molto formali, il congiuntivo (es.: "the City Attorney suggested that the case not be closed").
- Alcuni termini americani con corrispondente termine britannico:

| Inglese americano | Inglese britannico | Italiano             |
| ----------------- | ------------------ | -------------------- |
| airplane          | aeroplane          | aeroplano            |
| apartment         | flat               | appartamento         |
| area code         | dialling code      | prefisso telefonico  |
| baby carriage     | pram               | passeggino           |
| candy             | sweet              | caramella            |
| cell phone        | mobile phone       | telefonino           |
| check             | bill               | conto                |
| cookie            | biscuit            | biscotto             |
| crazy             | mad                | pazzo                |
| crib              | cot                | culla                |
| diaper            | nappy              | pannolino            |
| drugstore         | chemist            | drogheria            |
| eggplant          | aubergine          | melanzana            |
| elevator          | lift               | ascensore            |
| fall              | autumn             | autunno              |
| faucet            | tap                | rubinetto            |
| fries             | chips              | patatine fritte      |
| garbage           | rubbish            | immondizia           |
| gasoline          | petrol             | benzina              |
| grades            | marks              | voti (a scuola)      |
| hitchie           | scrunchie          | elastico per capelli |
| intersection      | crossroads         | incrocio             |
| movie theater     | cinema             | cinema               |
| parking lot       | car park           | parcheggio           |
| popsicle          | ice lolly          | ghiacciolo           |
| shopping cart     | trolley            | carrello della spesa |
| sidewalk          | pavement           | marciapiede          |
| soccer            | football           | calcio (sport)       |
| stand in line     | queue              | fare la fila         |
| streetcar         | tram               | tranvia              |
| subway            | underground        | metropolitana        |
| suspenders        | braces             | bretelle             |
| tire              | tyre               | pneumatico           |
| truck             | lorry              | camion               |
| vacation          | holiday            | vacanza              |
| windshield        | windscreen         | parabrezza           |
| zucchini          | courgette (marrow) | zucchina             |

## Differenze tra l'inglese britannico e l'inglese americano
(George Bernard Shaw)
L'inglese britannico e l'inglese americano differiscono non solo a livello di fonetica e lessico, ma anche di ortografia. Le differenze ortografiche riguardano soprattutto le parole che in inglese britannico contengono il gruppo -our- e in inglese americano perdono la "u" (favorite per favourite, color per colour) e quelle che finiscono in –tre, in inglese americano si cambiano di posto la e e la r (centre diventa center). È inoltre diversa nell'inglese americano la regola dei suffissi: la consonante va raddoppiata solo se la sillaba è accentata, così che traveller negli Stati Uniti è scritto con una sola "l". Per i verbi che terminano in -ize o -ise, l'inglese americano preferisce la prima forma, mentre quello britannico la seconda. Le differenze grammaticali riguardano:
- la concordanza coi nomi collettivi: il verbo va di solito al plurale in inglese britannico e al singolare in inglese americano (per esempio, "the team is" anziché "the team are");
- i passati di alcuni verbi irregolari (learned e burned preferiti a learnt e burnt);
- l'uso di alcune preposizioni (americano in school contro britannico at school).[9]

Alcuni termini con ortografia differente:
| Inglese americano                            | Inglese britannico                                 |
| -------------------------------------------- | -------------------------------------------------- |
| analyze, organize, paralyze                  | analyse, organise, paralyse                        |
| analog, catalog, dialog                      | analogue, catalogue, dialogue                      |
| center, fiber, liter, meter, theater         | centre, fibre, litre, metre, theatre               |
| color, flavor, honor, labor, neighbor, rumor | colour, flavour, honour, labour, neighbour, rumour |
| jail                                         | gaol (/ˈd͡ʒeɪl/) (termine in disuso)                |
| program                                      | programme                                          |
| whiskey                                      | whisky (scotch)                                    |

## Accenti regionali dell'inglese americano
Gli accenti regionali più distinguibili negli Stati Uniti sono concentrati sulla costa orientale, a causa dei maggiori contatti con l'inglese britannico e le lingue degli immigrati europei. Questo è un elenco degli accenti delle varie aree con le relative caratteristiche.

### Midland (Nebraska, nord del Kansas e del Missouri, Iowa, Indiana, centro-sud di Ohio e Illinois)
La pronuncia della Midland, la parte centrale degli Stati Uniti, è comunemente considerata neutrale (General American).
- Anche in questa zona, come in larga parte del paese, sta andando diffondesi il cosiddetto cot-caught merger, per cui parole come cot e caught o stock e stalk diventano omofone (tutte con la vocale di father). In quest'area il fenomeno è ancora in transizione, per cui anche all'interno di una stessa città cot e caught possono essere pronunciate allo stesso k o con una più o meno evidente differenza. Di solito, specialmente fra i più giovani, la distinzione si perde davanti alla l (collar e caller) e alla n (don e dawn); raramente davanti al suono k (stock e stalk). Per chi mantiene la differenza, la parola on fa rima con dawn.
- I dittonghi /aʊ/ e /oʊ/ (rispettivamente in down e boat) tendono più a [æʊ] e [əʊ].
- La pronuncia del fonema /æ/ segue, come in quasi tutti gli Stati Uniti, il cosiddetto continuous system, variando tra [eə] (davanti alle nasali) e [æ] (di solito davanti a s, f, b e g).
- Molti abitanti delle città di Indianapolis e Kansas City (Missouri) pronunciano allo stesso modo parole come pen e pin, come al sud (vedi sotto).

### Western Pennsylvania
L'accento dell'ovest della Pennsylvania si distingue da quello neutrale solo perché qui (così come nella confinante Virginia Occidentale) la convergenza cot-caught è universale. La città di Pittsburgh ha tradizionalmente un accento con caratteristiche peculiari come la confusione tra parole come fill e feel o pull e pool.

### Sud
Gli accenti del sud sono tra i più noti e criticati in America, ma in realtà comprendono parlate diverse fra loro. Con "sud", infatti, si intende oggi l'area che comprende gli stati costieri di Virginia, Carolina del Nord e del Sud, Georgia, Alabama, Mississippi, Louisiana, il nord della Florida e la zona detta anche South Midland, cioè il sud della Virginia Occidentale e del Kentucky, Tennessee, Arkansas, sud del Missouri e dell'Oklahoma, fino alla metà orientale del Texas. Gli accenti di tutta quest'area possono essere assimilati soprattutto per due caratteristiche che dall'estremo sud si sono allargate anche verso l'interno:
- la tendenza a pronunciare i dittonghi /aɪ/ e /eɪ/ come [aː] (o [ɑː]) e [eː] (nice suona come "naas");
- la convergenza pin-pen, ovvero la fusione della "i" e della "e" davanti a consonanti nasali, che rende identiche parole come pin e pen o him e hem.

Inoltre:
- la distinzione tra le vocali di cot e caught è di solito mantenuta davanti a tutte le consonanti, ma si va perdendo fra le generazioni più giovani (on fa sempre rima con dawn e non con don);
- anche qui i dittonghi /aʊ/ e /oʊ/ tendono rispettivamente a [æʊ] e [əʊ];
- l'elisione di iod parole come new e tube (vedi paragrafo sulla fonetica) è meno diffuso che in altre parti degli Stati Uniti;
- la pronuncia degli stati costieri era fino a qualche generazione fa non rotica; tuttavia questa caratteristica è oggi limitata a piccoli gruppi di popolazione in Virginia, zone della Georgia e dell'Alabama e a New Orleans;
- per quanto riguarda la pronuncia di /æ/ di solito viene seguito il continuous system, ma è da segnalare la caratteristica, spesso caricaturizzata, nell'estremo sud a "trascinare" le vocali brevi alla fine della parola (cosiddetta southern drawl) davanti a qualsiasi consonante, cosicché parole come pass e pan possono arrivare a suonare come [pæjəs] e [pæjən]; inoltre le vocali brevi di pat, pet o pit sono in genere più chiuse che nella pronuncia standard mentre la "e" del dittongo di day è più aperta.

### Nord-est (nord del New Jersey, New York City, Connecticut e Rhode Island)
Tutta questa zona presenta proprietà fonetiche simili ma la città e l'area metropolitana di New York hanno un accento caratteristico e reso famoso negli Stati Uniti dalle molte celebrità newyorchesi e dai molti film ambientati a New York.
- Le vocali di cot e caught sono sempre diverse, davanti a qualsiasi consonante. La differenza è ancora più marcata dal fatto che alcuni pronunciano la vocale di caught, all, talk, off, dawn, ecc. più chiusa che al centro o al sud. On fa rima con don e non con dawn e tutte le parole col gruppo o+r+vocale (forest, horrible, Florida, ecc.) hanno la vocale di cot e non quella di horse.
- Parole come marry, merry e Mary sono tutte pronunciate diverse fra loro, come in Europa.
- Gli accenti di New York e di Providence (Rhode Island) sono tradizionalmente non rotici, cioè tendono a non pronunciare molte o tutte le r davanti ad altre consonanti.
- La pronuncia di /æ/ segue di solito il cosiddetto nasal system, cioè presenta una chiara differenza tra [eə] davanti alle consonanti nasali e [æ] in tutti gli altri casi. Tuttavia, nell'accento di New York si ha un fenomeno detto short A split, che fa sì che la vocale sia pronunciata [eə] anche davanti ad altre consonanti, ma solo quando si trova nel mezzo della sillaba (parole come fast, half, man, bad, ecc.) e non alla fine (traffic, family, ladder, ecc.). Si tratta di un fenomeno simile alla broad A britannica perché riguarda all'incirca le stesse parole, ma qui la vocale usata è più chiusa e non più aperta di /æ/.
- La vocale di father può essere simile a una "o" (tuttavia sempre distinta da quella di caught) davanti a r (car, arm, ecc.) e in altre parole come job e doll, ed essere pronunciata invece [a] nelle altre posizioni.
- A New York e nel New Jersey il dittongo /aʊ/ tende a [æʊ].

### Mid-Atlantic (sud del New Jersey, Philadelphia, Delaware e costa del Maryland)
- Per il cosiddetto "Mid-Atlantic accent" a proposito di cot e caught vale quanto detto per il nord-est, ma qui on fa rima con dawn e non con don.
- Marry, merry e Mary sono diversi.
- Come a New York, anche qui vale la regola dello short A split che però riguarda un minor numero di parole.
- I dittonghi /aʊ/ e /oʊ/ tendono rispettivamente a [æʊ] e [əʊ].
- A Filadelfia si possono avere pronunce particolari, come water reso simile a "wooder".

### Eastern New England (est del Massachusetts, New Hampshire e Maine)
- La convergenza cot-caught è completa davanti a tutte le consonanti.
- Marry, merry e Mary di solito sono diversi.
- Forest, horrible, ecc. di solito hanno la vocale di cot e non quella di hoarse.
- La pronuncia di /æ/ segue il nasal system.
- L'accento tradizionale di questa zona (noto anche come accento di Boston) è non rotico, anche se questa caratteristica tende a perdersi.
- Può essere mantenuta la differenza dell'inglese britannico tra la vocale di father e quella di bother, cot, caught, ecc.

### Nord (ovest del Massachusetts, stato di New York, nord dell'Ohio e dell'Illinois, sud di Michigan, Wisconsin e Minnesota)
- Le vocali di cot e caught sono diverse; on fa rima con don.
- In questa regione (eccetto il Massachusetts) si è diffuso negli ultimi decenni un mutamento vocalico in sei stadi, per il quale per molti abitanti del nord il suono /æ/ diventa [eə] davanti a tutte le consonanti, la vocale di father, cot, ecc. è pronunciata [a] e quella di caught è pronunciata anch'essa con un suono più aperto che nel resto degli Stati Uniti. Quest'accento è spesso chiamato "accento di Chicago" o "di Detroit" ma è molto diffuso anche nello stato di New York. Per approfondire vedi la voce Mutamento vocalico delle città del Nord.

### North Central (North Dakota e nord del Minnesota e del Michigan)
- La convergenza cot-caught è molto diffusa.
- La pronuncia di /æ/ segue il continuous system, ma è da segnalare che diventa [eɪ] davanti alla g, per cui parole come bag e vague fanno rima.
- A causa della vicinanza col Canada è diffuso in questa zona il cosiddetto Canadian raising, per cui la vocale iniziale dei dittonghi /aɪ/ e /aʊ/ è più chiusa davanti ad alcune consonanti (parole come ride e write o loud e about hanno di fatto vocali diverse). Mentre per il dittongo /aɪ/ il Canadian raising è più o meno diffuso in varie parti degli Stati Uniti e passa spesso inosservato, per /aʊ/ è una caratteristica di questa regione.

### Ovest
All'Ovest non esistono accenti particolari, salvo per il fatto che la convergenza cot-caught è universale, ma negli ultimi anni in California e negli stati limitrofi è stato osservato un mutamento vocalico ancora in fase di transizione.

### African American Vernacular English (AAVE)
L'African American Vernacular English più che un accento è un vero e proprio dialetto, con una grammatica e un lessico propri, nato dall'incontro tra le lingue degli schiavi importati dall'Africa e le parlate del sud degli Stati Uniti, con cui ha molte affinità, e oggi diffuso nelle comunità afro-americane di tutto il paese. Le sue caratteristiche fonetiche principali sono: la pronuncia stabilmente non rotica; la convergenza pin-pen; l'eliminazione della /ɪ/ dai dittonghi (/naːs/ per nice); l'assenza totale dei suoni [θ] e [ð], per cui thing e this diventano /tɪŋ/ (o /teŋ/) e /dɪz/; la distinzione chiara tra le vocali di cot e caught; la tendenza a elidere le consonanti finali e la /d/ iniziale nella parola don't.